# San Giovanni in Galdo
San Giovanni in Galdo é uma comuna italiana da região do Molise, província de Campobasso, com cerca de 669 habitantes. Estende-se por uma área de 19 km², tendo uma densidade populacional de 35 hab/km². Faz fronteira com Campobasso, Campodipietra, Campolieto, Matrice, Monacilioni, Toro.

## Demografia
| Variação demográfica do município entre 1861 e 2011                               |
|                                                                                   |
| Fonte: Istituto Nazionale di Statistica (ISTAT) - Elaboração gráfica da Wikipedia |